# Chiruromys
Chiruromys là một chi động vật có vú trong họ Muridae, bộ Gặm nhấm. Chi này được Thomas miêu tả năm 1888. Loài điển hình của chi này là Chiruromys forbesi Thomas, 1888.

## Các loài
Chi này gồm các loài: